# Салех Саїд
Салех Саїд (перс. صالح سعيد) — село в Ірані, остані Хузестан, шахрестані Шуш, бахші Шавур, дехестані Шавур. За даними перепису 2006 року, його населення становило 73 особи, що проживали у складі 12 сімей.